# Parafia św. Jerzego Zwycięzcy w Szudziałowie
Parafia św. Jerzego Zwycięzcy – parafia prawosławna w Szudziałowie, obecnie nieistniejąca.
Erygowana przy cerkwi św. Jerzego Zwycięzcy decyzją synodu z dnia 24 kwietnia 1900. W jej skład wchodziło 14 miejscowości: Szudziałowo, Biały Ług, Boratyńszczyzna, Słójka-Borowszczyzna, Kozłowy Ług, Nowinka, Ostrówek, Rowek, Słójka, majątek Słojki, Sukowicze, Talkowszczyzna, Trostjapoli, Trostjanaja. Mieszkało w nich 1125 parafian. Trzynaście lat później, w 1913, parafialne spisy mówiły już o 1238 wiernych. Według danych z 1906 prawosławni stanowili większość mieszkańców Szudziałowa.
Parafia istniała do 1915. Po powrocie ludności z uchodźstwa (bieżeństwa) w latach 1918–1921 parafię skasowano, uszkodzoną cerkiew rozebrano w 1936, zaś parafian dołączono do parafii w Jurowlanach.